# Tersannes
Tersannes – miejscowość i gmina we Francji, w regionie Nowa Akwitania, w departamencie Haute-Vienne.
Według danych na rok 1990 gminę zamieszkiwało 207 osób, a gęstość zaludnienia wynosiła 8 osób/km² (wśród 747 gmin Limousin Tersannes plasuje się na 424. miejscu pod względem liczby ludności, natomiast pod względem powierzchni na miejscu 222.).

## Populacja

Populacja Tersannes w latach 1962–2008